# Abdij Comburg

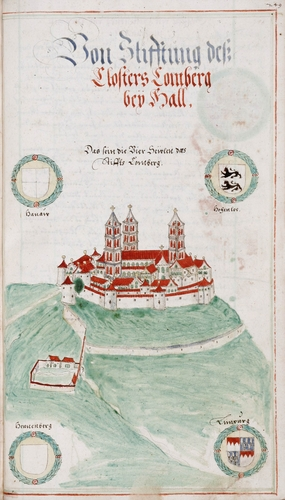
Comburg 16e eeuw

De abdij Comburg (of Komburg) was een benedictijner abdijvorstendom in Duitsland, later een adellijk riddersticht. Het ligt thans in de stad Schwäbisch Hall in Baden-Württemberg.
In de elfde eeuw bouwden leden van het Frankische gravengeslacht, dat ook Rothenburg ob der Tauber bezat op de Komburg een burcht, die door graaf Burkhard in 1079 werd getransformeerd in een Benedictijnerabdij. In 1190 werd hier de Rijksdag van Schwäbisch Hall gehouden, waar het Hertogdom Neder-Lotharingen werd afgeschaft.
De voogdij kwam na het uitsterven van de Komburgers eerst aan de Hohenstaufen. Later kwam de voogdij achtereenvolgens aan de schenken van Limpurg, de rijksstad Schwäbisch Hall (1384) en het prinsbisdom Würzburg (1485).
In 1488 werd het klooster na een periode van verval omgezet in een koorherensticht. Een deel van de bezittingen ging door verkoop verloren aan de rijksstad Hall. De zelfstandigheid ging in 1587 verloren, waarna het gebied viel onder de landshoogheid van het prinsbisdom Würzburg.
Paragraaf 6 van de Reichsdeputationshauptschluss van 25 februari 1803 droeg het sticht over aan het keurvorstendom Württemberg. De gebouwen dienden van 1807 tot 1810 als residentie van prins Paul van Württemberg.

## Bezittingen
- dorpen Steinbach, Großallmerspann en Hausen an der Rot
- ambt Gebsattel bij Rothenburg ob der Tauber
- leensgoederen in Ingersheim, Enslingen en Reinsberg
- vazallenlenen in Michelbach en Vorderholz ob Klingen
- aandeel in slot Bardenau in Künzelsau
- aandeel in Nagelsberg, Moosbach en Künzelsau, Heimbach, Thüngenthal, Blindheim, Untermünkheim, Arndorf en Neunkirchen.

De delen van Enslingen en Künzelsau maakten deel uit van de Rijksridderschap.